# Phalaenopsis gigantea
Phalaenopsis gigantea är en orkidéart som beskrevs av Johannes Jacobus Smith. Phalaenopsis gigantea ingår i släktet Phalaenopsis och familjen orkidéer. Inga underarter finns listade i Catalogue of Life.

## Bildgalleri

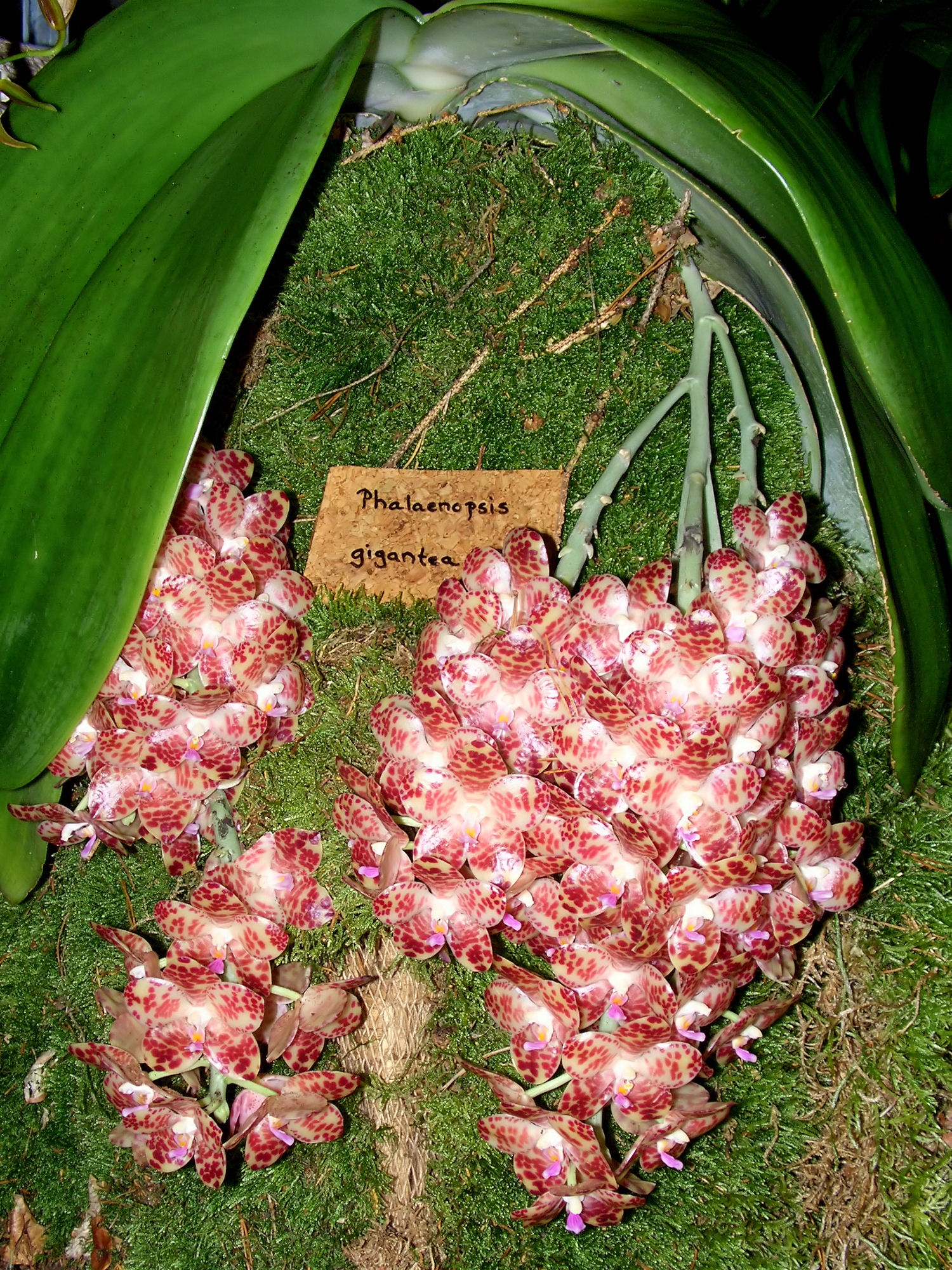
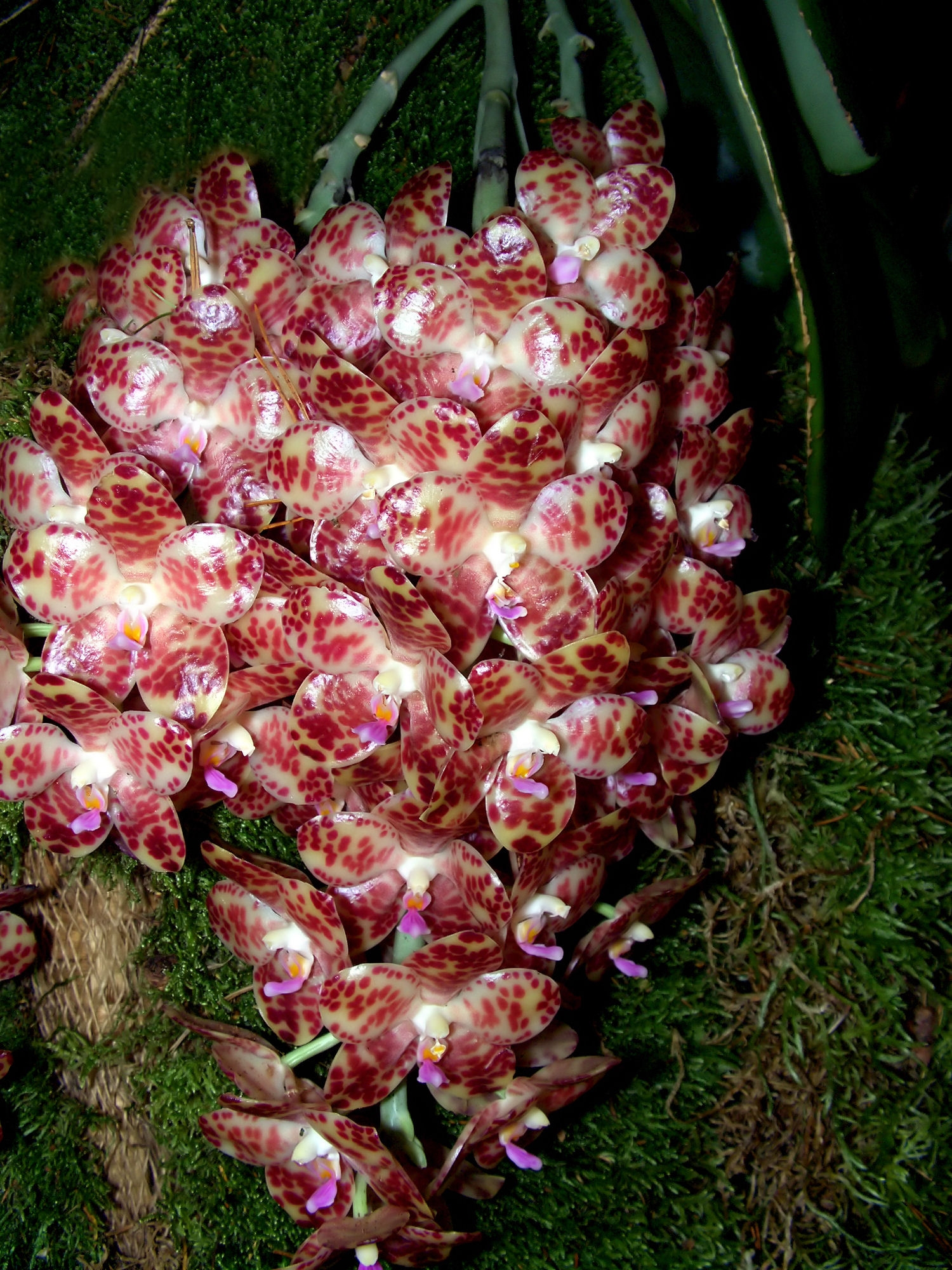
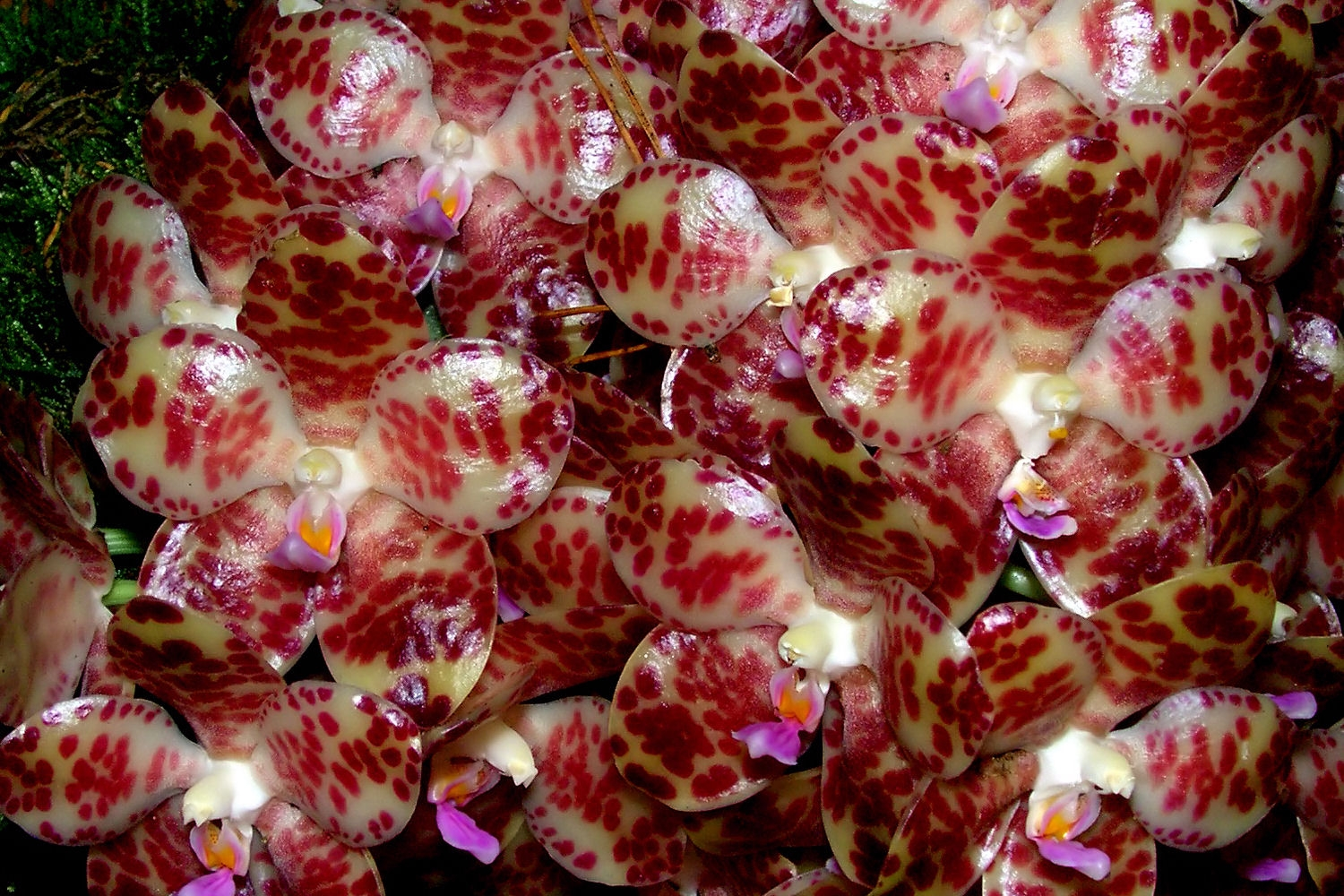
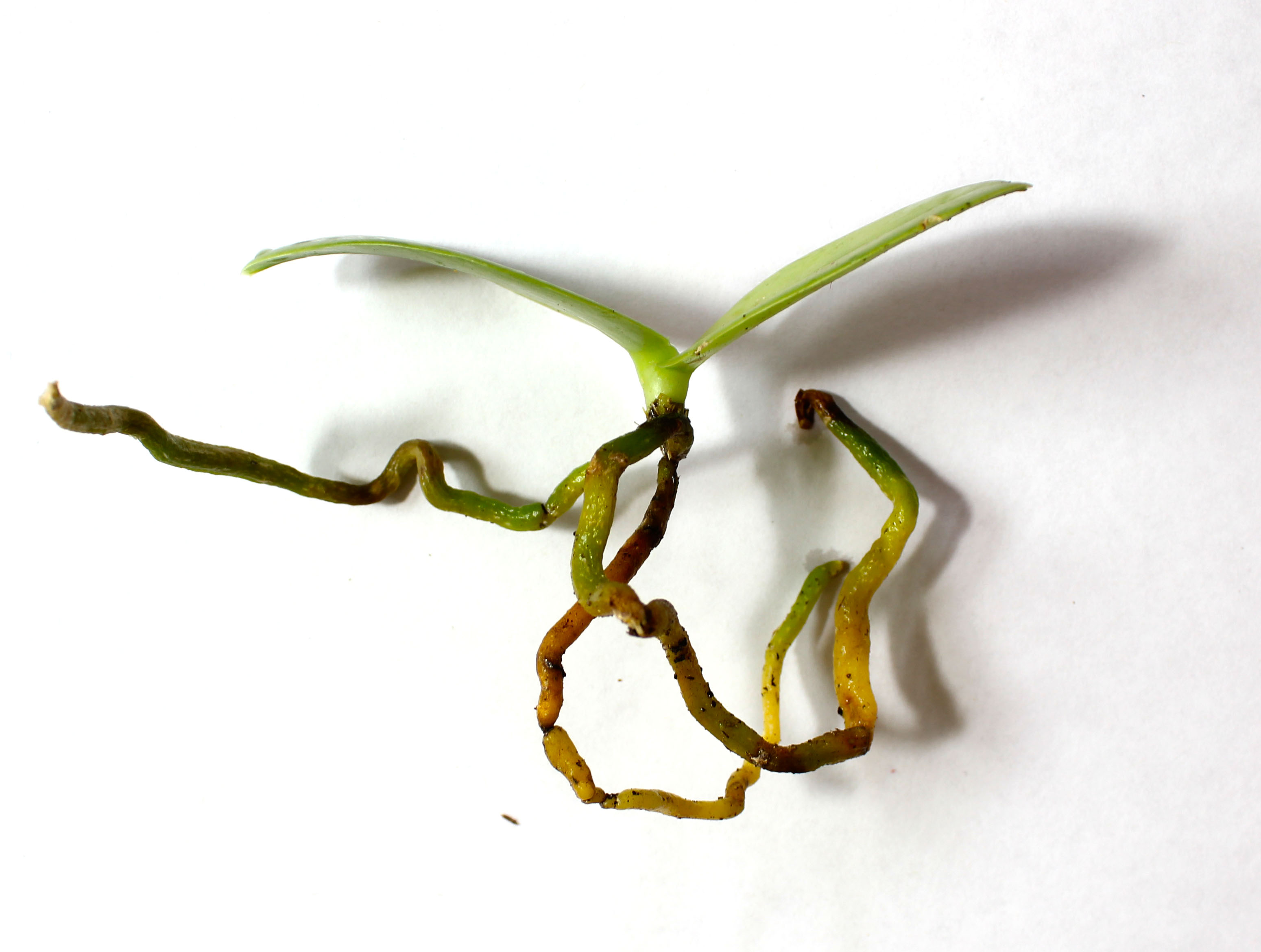